# Jaridih Bazar
Jaridih Bazar é uma vila no distrito de Bokaro, no estado indiano de Jharkhand.

## Demografia
Segundo o censo de 2001, Jaridih Bazar tinha uma população de 30 091 habitantes. Os indivíduos do sexo masculino constituem 54% da população e os do sexo feminino 46%. Jaridih Bazar tem uma taxa de literacia de 64%, superior à média nacional de 59,5%: a literacia no sexo masculino é de 73% e no sexo feminino é de 53%. Em Jaridih Bazar, 14% da população está abaixo dos 6 anos de idade.